# Revelation (Third Day)
Revelation è il nono album in studio del gruppo christian rock statunitense Third Day, pubblicato nel 2008.

## Tracce
1. This Is Who I Am – 2:29
2. Slow Down (featuring Chris Daughtry) – 3:08
3. Call My Name – 4:04
4. Run to You (featuring Lacey Mosley) – 3:24
5. Revelation – 3:33
6. Otherside (featuring Robert Randolph) – 3:12
7. Let Me Love You – 3:03
8. I Will Always Be True – 3:09
9. Born Again (featuring Lacey Mosley) – 3:36
10. Give Love – 3:18
11. Caught Up In Yourself – 3:28
12. Ready – 3:17
13. Take It All – 3:28